# Jinxian
Jinxian (chinesisch 进贤县, Pinyin Jìnxián Xiàn) ist ein Kreis, der zum Verwaltungsgebiet der bezirksfreien Stadt Nanchang in der chinesischen Provinz Jiangxi gehört. Er hat eine Fläche von 1.946 km² und zählt 690.446 Einwohner (Stand: Zensus 2010). Sein Hauptort ist die Großgemeinde Minhe (民和镇).
Die alte Brauerei in Lidu (Lidu shaojiu zuofang yizhi 李渡烧酒作坊遗址) aus der Zeit der Mongolen-Dynastie und die Gedächtnisbögen der Chen-Familie (Chenshi paifang 陈氏牌坊) aus der Zeit der Ming-Dynastie stehen seit 2006 auf der Liste der Denkmäler der Volksrepublik China.